# Trnovo (Mrkonjić Grad)
Trnovo (szerbül: Трново) falu Bosznia-Hercegovinában, Bosanska krajina területén, a Szerb Köztársaságban, Mrkonjić Grad községben.

## Fekvése
Bosznia-Hercegovina közép-nyugati részén, Banja Lukától légvonalban 49, közúton 90 km-re, községközpontjától légvonalban 10, közúton 40 km-re délnyugatra, a Dinári-hegységben, azon belül pedig a Lisina-hegységben, 999 méteres magasságban található. A Trnovo részét képező falucskák észak-déli irányban sorakoznak el, a Sokočnica-folyó folyását követve, amely a Crni vrh alatt 1141 méteres magasságban ered. A folyó egyben a falu határát is képezi.

## Népessége
| Nemzetiségi csoport | Népesség 1991 | Népesség 2013 |
| ------------------- | ------------- | ------------- |
| Szerb               | 188           | 28            |
| Bosnyák             | 0             | 0             |
| Horvát              | 0             | 0             |
| Jugoszláv           | 1             | 0             |
| Egyéb               | 0             | 0             |
| Összesen            | 189           | 28            |

## Története
A régészeti leletek tanúsága szerint Trnovo területe már az őskortól fogva lakott volt. A „Gradina” és „Vuletina gradina” lelőhelyeken két, a késő bronzkorra és a vaskorra keltezhető erődítmény maradványeit találták meg. A település területének sűrű középkori lakottságára utal az itt fennmaradt, nem kevesebb mint öt, késő középkori temető maradványa, számos, a korszakra jellemző stećak sírkővel, amelyek a 12. századtól terjedtek el a Nyugat-Balkán területén és az itt lakó eretneknek tartott bogumil lakosságra voltak jellemzők. Ez a lakosság az oszmán hódítás során nagyrészt beolvadt a hódítókba és muszlimmá vált.
A község 1878-ig tartozott az Oszmán Birodalomhoz, majd az Osztrák-Magyar Monarchia része lett. 1879-ben az első osztrák–magyar népszámlálás során a községben 128 házat és 1603 ortodox szerb lakost számláltak. A község Sokolina és Trnovo településeket foglalta magában. 1910-ben a községben 160 házat, 1061 ortodox szerb és 57 muszlim lakost számláltak. Ekkor Čeraja, Jusići, Miletići és Sregjani falvak tartoztak ide. A monarchia szétesésével 1918-ben előbb a Szerb-Horvát-Szlovén Királyság, majd 1929-től a Jugoszláv Királyság része. 1945-től a szocialista Jugoszlávia része volt. 1921-ben 165 házat és 1052 lakost számláltak itt. Jugoszlávia megszállása után a falu a Független Horvát Állam (NDH) része lett, majd nem sokkal ezután megkezdődött a szerb lakosság lázadása az új hatalommal szemben, melyet a szerbek elleni usztasa támadások követtek.
Trnovo 1963-ig Baraći községhez tartozott, amelynek területét felosztották Mrkonjić Grad és Šipovo községek között. A második világháború után a lakosság Mrkonjić Gradba és Šipovóba, valamint a vajdasági Csúrog elhagyott házaiba költözött, melynek magyar és német lakosságát a háború végén a partizánok kiirtották.
A településen az 1991-es népszámlálás adatai szerint 189-en éltek. A település 1995 szeptemberéig a boszniai szerb katonai egységek ellenőrzése alatt állt. Lakossága a horvát hadsereg közeledtére elmenekült. A boszniai háborút lezáró daytoni békeszerződés rendelkezése alapján az ország területét felosztották a Bosznia-hercegovinai Föderáció és a boszniai Szerb Köztársaság között, ennek során a település a Boszniai Szerb Köztársasághoz és Mrkonjić Grad községhez került.

## Nevezetességei
- Gradina – őskori erődítmény maradványai. A romok egy kúp alakú hegy tetején találhatók, melyet a déli és keleti oldalon a meredek hegyoldal védett. A hegytető platónán 35 méteres hosszúságban habarcs nélkül rakott fal található. A legkönnyebben elérhető nyugati oldalon egy mintegy 10 méteres átmérőjű tumulus, míg lejjebb egy megerősített földsánc védte. 1967-ben L. Bojanovski vezetésével a helyszínen kisebb, szondázó ásatást végeztek, melynek aorán a kultúrrétegben a késő bronzkorra és a vaskorra utaló leletek kerültek elő.[4]

- Kučišta – középkori temető maradványai 2 db késő középkori stećak sírkővel, a többi megsemmisült.[4]

- Mramor – középkori temető maradványai 1 db magányos késő középkori stećak sírkővel, a többi megsemmisült.[4]

- Spasovina – középkori temető maradványai 1 db magányos késő középkori stećak sírkővel, a többi megsemmisült.[4]

- Trnovo – őskori tumulus és középkori temető maradványai. A tumusulon, melynek korát a késő bronzkorra vagy a vaskorra teszik, 6 db késő középkori stećak sírkő található.[4]

- Trstovina – középkori temető maradványai 80 db késő középkori stećak sírkővel.[4]

- Vuletina gradina – őskori erődítmény maradványai. Az egykori erőd nyomai mára elmosódtak, kultúrréteg nem található. Alatta a hegy lejtőin és a hegy lábánál néhány őskori kerámiatöredék került elő. Az erőd korát a késő bronzkorra és a vaskorra teszik.[4]

## Fordítás
- Ez a szócikk részben vagy egészben  a(z)   Трново (Мркоњић_Град) című szerb Wikipédia-szócikk ezen változatának fordításán alapul.  Az eredeti cikk szerkesztőit annak laptörténete sorolja fel. Ez a jelzés csupán a megfogalmazás eredetét és a szerzői jogokat jelzi, nem szolgál a cikkben szereplő információk forrásmegjelöléseként.